# Marathon des Grisons
Le marathon des Grisons (en allemand : Graubünden Marathon) est un marathon de montagne reliant la ville de Coire au sommet du Parpaner Rothorn dans le canton des Grisons en Suisse. Il s'est tenu de 2003 à 2014.

## Histoire
Pour célébrer les 200 ans du canton des Grisons, le président de l'office du tourisme de Lenzerheide-Valbella souhaite créer un événement de portée internationale en collaboration avec la ville de Coire et le canton. Après avoir évalué plusieurs idées, leur projet se porte sur un marathon de montagne avec un parcours exigeant, reliant la civilisation de la ville de Coire aux neiges éternelles du sommet du Parpaner Rothorn. Pour organiser cet événement, ils se tournent vers le comité d'organisation de la course de montagne du Danis qui organise la course traditionnelle depuis 1978. Ces derniers acceptent le défi, souhaitant redynamiser leur événement en perte de vitesse,. Une course de montagne traditionnelle, la Rothorn Run, est également proposée en remplacement de la course du Piz Danis. Elle relie Lenzerheide au Parpaner Rothorn.
Une course de 20 miles est ajoutée au programme en 2006 qui relie Coire à Lenzerheide et un semi-marathon en 2009 partant de Churwalden jusqu'au Parpaner Rothorn.
L'édition 2008 accueille les championnats d'Europe Masters de course en montagne sur un parcours de 6,5 km partant depuis la station intermédiaire du téléphérique et suivant la fin du parcours du marathon. Les Allemands Paul Sichermann et Marie-Luise Heilig-Duventäster sont titrés.
En 2010, des travaux d'entretien au sommet du Parpaner Rothorn obligent les organisateurs à déplacer l'arrivée des courses au Piz Scalottas.
La Rothorn Run accueille les championnats suisses de course en montagne en 2012. Woody Schoch et Monika Fürholz remportent la course et le titre.
Après l'édition 2014, le comité d'organisation voit certains de ses membres démissionner. Dans l'incapacité de trouver des remplaçants pour l'année suivante, le président décide de plus réitérer l'événement en 2015,.

## Parcours

### Marathon
Le départ du marathon est donné dans la ville de Coire devant la Quaderwiese. Il remonte le long de la vallée jusqu'au village de Churwalden où il prend de la hauteur avant de redescendre sur le village de Parpan. Il poursuit jusqu'à Lenzerheide où il effectue quelques boucles avant de se diriger sur le haut du village. Il monte jusqu'à la cascade de Sanaspans puis bifurque sur le chemin qui mène à la station intermédiaire du téléphérique et traverse l'alpage de Scharmoin. Il emprunte finalement le chemin qui mène au sommet du Parpaner Rothorn. L'arrivée est donnée à la station supérieure du téléphérique. Il mesure 42,2 km pour 2 682 m de dénivelé positif.
En 2013, des chutes de neige rendent l'accès au sommet dangereux. L'arrivée est abaissée à la station intermédiaire. Pour ne pas trop raccourcir le parcours, les organisateurs rajoutent une boucle supplémentaire à Valbella. Il mesure 40 km pour 2 062 m de dénivelé positif.

### Rothorn Run
Le parcours de la Rothorn Run suit la fin du parcours du marathon. Le départ est donné à Lenzerheide. Le parcours monte dans le haut du village puis suit le chemin jusqu'à la cascade de Sanaspans. Il bifurque ensuite sur le chemin qui mène à la station intermédiaire du téléphérique et traverse l'alpage de Scharmoin. Il emprunte finalement le chemin qui mène au sommet du Parpaner Rothorn. L'arrivée est donnée à la station supérieure du téléphérique. Il mesure 11,5 km pour 1 414 m de dénivelé positif.
En 2013, des chutes de neige rendent l'accès au sommet dangereux. Un parcours de remplacement est créé suivant les modifications faites au parcours du marathon. Il mesure 15,4 km avec 828 m de dénivelé positif et 391 m de dénivelé négatif.

## Vainqueurs

### Marathon
| Année | Homme           | Temps           | Femme                  | Temps           |
| ----- | --------------- | --------------- | ---------------------- | --------------- |
| 2003  | Martin Cox      | 3 h 37 min 11 s | Katrin Kläsi           | 4 h 18 min 31 s |
| 2004  | Jonathan Wyatt  | 3 h 18 min 56 s | Carolina Reiber        | 4 h 4 min 50 s  |
| 2005  | Jonathan Wyatt  | 3 h 24 min 54 s | Jasmin Nunige          | 4 h 21 min 22 s |
| 2006  | Jonathan Wyatt  | 3 h 36 min 2 s  | Rita Born              | 4 h 31 min 40 s |
| 2007  | Michael Barz    | 3 h 51 min 30 s | Stephanie Vollenweider | 4 h 18 min 15 s |
| 2008  | Jonathan Wyatt  | 3 h 30 min 33 s | Jasmin Nunige          | 4 h 21 min 47 s |
| 2009  | Jonathan Wyatt  | 3 h 29 min 8 s  | Rita Born              | 4 h 21 min 57 s |
| 2010  | Timothy Short   | 3 h 24 min 58 s | Maja Meneghin-Pliska   | 3 h 59 min 14 s |
| 2011  | Timothy Short   | 3 h 41 min 22 s | Maja Meneghin-Pliska   | 4 h 20 min 8 s  |
| 2012  | Martin Cox      | 3 h 50 min 12 s | Denise Zimmermann      | 4 h 25 min 15 s |
| 2013  | Marc Lauenstein | 2 h 57 min 45 s | Jasmin Nunige          | 3 h 24 min 41 s |
| 2014  | Lucien Epiney   | 3 h 45 min 52 s | Denise Zimmermann      | 4 h 30 min 54 s |

 Record de l'épreuve

### Rothorn Run
| Année | Homme              | Temps           | Femme            | Temps           |
| ----- | ------------------ | --------------- | ---------------- | --------------- |
| 2003  | Philip Rist        | 1 h 8 min 10 s  | Simone Zwinggi   | 1 h 32 min 43 s |
| 2004  | Niklas Kröhn       | 1 h 18 min 36 s | Eroica Spiess    | 1 h 27 min 47 s |
| 2005  | Christoph Plattner | 1 h 16 min 48 s | Nina Nüssli      | 1 h 32 min 7 s  |
| 2006  | Josef Vogt         | 1 h 19 min 3 s  | Helena Küng      | 1 h 39 min 33 s |
| 2007  | Jonathan Wyatt     | 1 h 11 min 3 s  | Eroica Spiess    | 1 h 31 min 35 s |
| 2008  | Martin Jost        | 1 h 17 min 26 s | Daniela Gassmann | 1 h 24 min 22 s |
| 2009  | André Marti        | 1 h 15 min 27 s | Nina Brenn       | 1 h 33 min 24 s |
| 2010  | Andrew Liston      | 1 h 0 min 2 s   | Seraina Boner    | 1 h 6 min 34 s  |
| 2011  | Gion-Andrea Bundi  | 1 h 13 min 24 s | Seraina Boner    | 1 h 25 min 31 s |
| 2012  | Woody Schoch       | 1 h 12 min 43 s | Monika Fürholz   | 1 h 19 min 58 s |
| 2013  | Armin Grob         | 1 h 10 min 58 s | Rahel Imoberdorf | 1 h 25 min 24 s |
| 2014  | Arnold Aemisegger  | 1 h 13 min 12 s | Seraina Boner    | 1 h 24 min 0 s  |

 Record de l'épreuve